# Commentatio botanica de Conifereis et Cycadeis
Commentatio botanica de Conifereis et Cycadeis (abreviado Comm. Bot. Conif. Cycad.) es un libro ilustrado con descripciones botánicas que fue editado por el médico, micólogo, botánico, pteridólogo, y briólogo francés Achille Richard. Fue publicado en el año 1826.